# Die letzten Jahre der Kindheit
Die letzten Jahre der Kindheit (significato in italiano: Gli ultimi anni dell'infanzia) è un film del 1979 diretto da Norbert Kückelmann.

## Riconoscimenti
- Lola al miglior film 1980